# Les Tueurs (film, 1946)
Pour les articles homonymes, voir Les Tueurs.
Pour plus de détails, voir Fiche technique et Distribution.
Les Tueurs (The Killers) est un film noir américain réalisé par Robert Siodmak, sorti en 1946
Avec dans les rôles principaux Burt Lancaster, Edmond O'Brien et Ava Gardner, le film est adapté de la nouvelle du même nom écrite par Ernest Hemingway, datant de 1927.
En 2008, le film est inscrit pour conservation au National Film Registry de la Bibliothèque du Congrès américain pour son intérêt « historique, esthétique important ».

## Synopsis
Deux tueurs débarquent un soir dans un restaurant d'une paisible commune du New Jersey, à la recherche du « Suédois », le pompiste de la station-service voisine. Prévenu du danger par un client, Nick Adams, l'homme ne tente pourtant pas de s'enfuir et est assassiné.
Un enquêteur de la compagnie ayant assuré le pompiste va reconstituer le fil des évènements ayant conduit au meurtre, en interrogeant les personnes qui l'avaient connu.

## Fiche technique
- Titre : Les Tueurs
- Titre original : The Killers
- Réalisation : Robert Siodmak
- Scénario : Anthony Veiller, Richard Brooks (non crédité) et John Huston (non crédité) d'après une nouvelle d'Ernest Hemingway
- Production : Mark Hellinger
- Société de production : Mark Hellinger Productions et Universal Pictures
- Société de distribution : Universal Pictures
- Musique : Miklós Rózsa
- Photographie : Elwood Bredell
- Son : Bernard B. Brown
- Montage : Arthur Hilton
- Direction artistique : Martin Obzina et Jack Otterson
- Décors : Russell A. Gausman et Edward R. Robinson
- Costumes : Vera West
- Maquillage : Jack P. Pierce
- Pays d'origine : États-Unis
- Langue : anglais
- Format : Noir et blanc - Mono - 35 mm (Western Electric Recording)
- Genre : Film noir,  Film policier
- Durée : 98 minutes
- Date de sortie : 
  - États-Unis : 28 août 1946

## Distribution

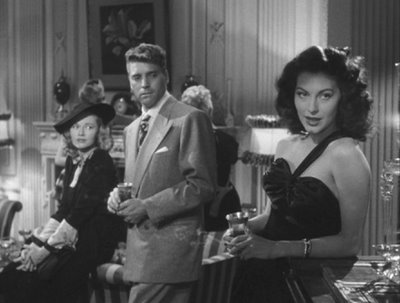
De gauche à droite : Virginia Christine, Burt Lancaster et Ava Gardner.

- Burt Lancaster (VF : Claude Péran) : Ole Andreson (Swede, « Le Suédois »)
- Ava Gardner (VF : Paula Dehelly) : Kitty Collins
- Edmond O'Brien (VF : Jean Davy) : Jim Reardon
- Albert Dekker (VF : Richard Francoeur) : « Big Jim » Colfax
- Sam Levene (VF : Serge Nadaud) : l'inspecteur Sam Lubinsky
- Vince Barnett (VF : Georges Chamarat) : Charleston, le compagnon de cellule du Suédois
- Virginia Christine : Lilly Harmon Lubinsky
- Charles D. Brown (VF : Jean Clarieux) : Packy Robinson, le manager du Suédois
- Jack Lambert (VF : Robert Dalban) : « Dum-Dum » Clarke
- Donald MacBride (VF : Jacques Berlioz) : R.S. Kenyon, le patron de Reardon
- William Conrad (VF : Pierre Morin) : Max, le premier tueur
- Charles McGraw (VF : Paul Lalloz) : Al, le second tueur

Et, parmi les acteurs non crédités au générique :
- Ernie Adams : le voyou avec une canne
- Brooks Benedict : un invité à la soirée
- Phil Brown (VF : Michel Gudin) : Nick Adams
- Jeff Corey (VF : Camille Guérini) : « Blinky » Franklin (« Mirette »)
- Gino Corrado : le restaurateur
- Howard Freeman : le chef de la police de Brentwood
- Harry Hayden (VF : Jean Brochard) : George
- Mark Hellinger : un homme buvant au bar
- Vera Lewis : « Ma » Hirsch
- Charles Middleton : le fermier
- John Miljan : Jake « the Rake »
- Beatrice Roberts : une infirmière
- Queenie Smith : Mary Ellen « Queenie » Daugherty
- Bill Walker : Sam

## Distinctions
- Prix Edgar-Allan-Poe du meilleur film, décerné par les Mystery Writers of America, à Anthony Veiller, Mark Hellinger et Robert Siodmak en 1947
- National Film Preservation Board en 2008.

## Autour du film
- Un des serveurs du bar s’appelle Hemingway[réf. nécessaire] ;
- La première dizaine de minutes du film est fidèle à la nouvelle d'Hemingway, la suite est totalement imaginée par les scénaristes Anthony Veiller et John Huston. Ainsi le personnage de l'agent d'assurance est inexistant chez Hemingway ;[réf. nécessaire]
- Une deuxième adaptation, plus fidèle à la nouvelle[réf. nécessaire], fut réalisée en 1956 par Andreï Tarkovski en tant que film de fin d'étude ;
- Un remake a été tourné en 1964 par Don Siegel sous le titre À bout portant (The Killers) ;
- Des scènes du film ont été utilisées par Carl Reiner pour son film Les cadavres ne portent pas de costard (Dead Men Don't Wear Plaid), sorti en 1982 et composé en grande partie d'images d'autres films noirs ;
- La musique du film, composée par Miklós Rózsa, a resservi pour la série télévisée Badge 714 (Dragnet).[réf. nécessaire]